# Effetto Twomey
L'effetto Twomey descrive come le particelle di condensazione delle nuvole dovute all'inquinamento possano incrementare la totalità di radiazione solare riflessa dalle nuvole. I solfati presenti nell'atmosfera terrestre agiscono come centri di condensazione producendo un gran numero di gocce d'acqua molto piccole che diffondono la luce in maniera più efficiente di una minore quantità di gocce più grandi, causando quindi un aumento dell'albedo terrestre.